# Messkirch

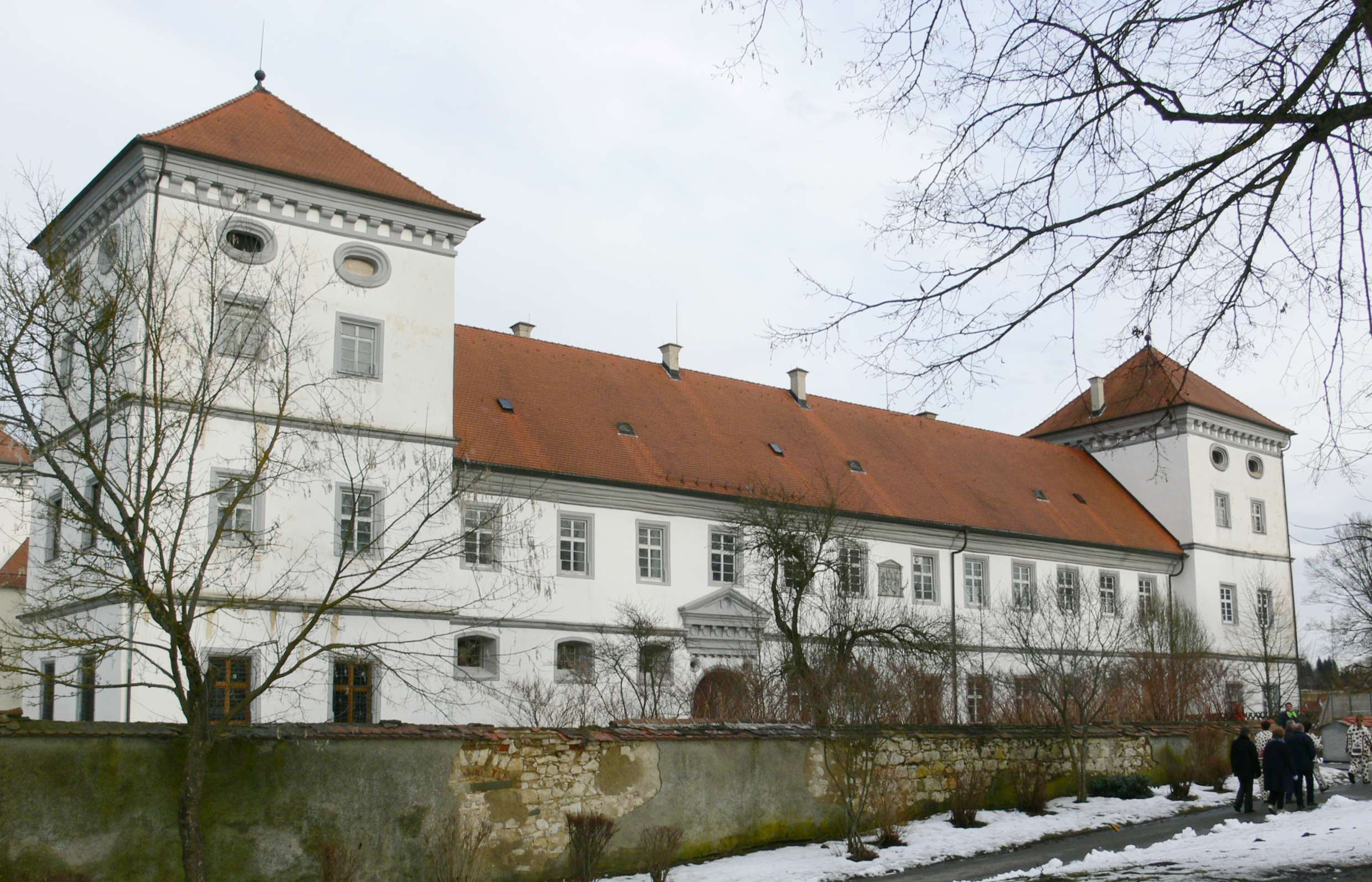
Castillo renacentista en Meßkirch.

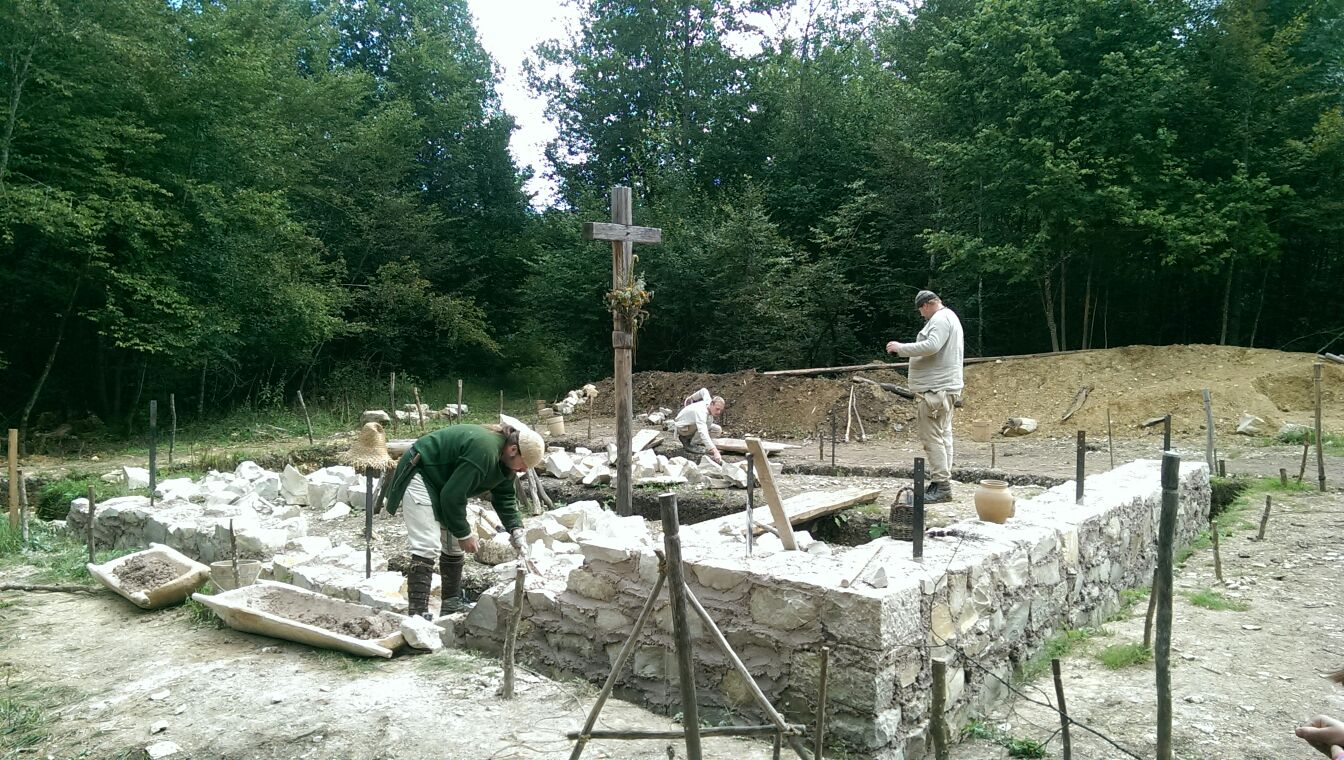
Campus Galli 2014 (en)

Messkirch (alemán Meßkirch) es una ciudad alemana de Baden-Wurtemberg, al sur de Sigmaringen, entre el Danubio y el Lago de Constanza.

## Personalidades
- Conradin Kreutzer (1780–1849), compositor, nacimiento.
- Martin Heidegger (1889-1976), filósofo, nacimiento.